# Taoa
Taoa – miasto w Wallis i Futunie (zbiorowość zamorska Francji); w okręgu Alo; 623 mieszkańców (2008). Przemysł spożywczy.